# Ministère du Commerce et de l'Industrie
Cet article concerne un ancien ministère japonais. Pour son équivalent actuel haïtien, voir Ministère du Commerce et de l'Industrie (Haïti).
 (mai 2025).
Si vous disposez d'ouvrages ou d'articles de référence ou si vous connaissez des sites web de qualité traitant du thème abordé ici, merci de compléter l'article en donnant les références utiles à sa vérifiabilité et en les liant à la section « Notes et références ».
Pour l’article homonyme, voir Ministère du Commerce et de l'Industrie (Inde).
Le  ministère du Commerce et de l'Industrie  (商工省, Shōkōshō) est un ministère du gouvernement de Meiji qui exista de 1925 à 1949. Il est issu du ministère de l'Agriculture et du Commerce (農商省, Nōshōshō) et fut brièvement absorbé par le ministère de l'Agriculture et des Forêts jusqu'à son rétablissement durant la Seconde Guerre mondiale.

## Histoire
Le ministère de l'Agriculture et du Commerce fut originellement créé le 7 avril 1881, d'abord au sein du Grand Conseil d'État (太政官, Dajōkan) puis sous la constitution Meiji. Il combinait le département de l'Agriculture, des Forêts, de l'Histoire naturelle et de l'Entretien des stations relais qui était alors directement sous l'autorité du premier ministre avec le département du Commerce sous l'autorité du Ministère des Finances.
Le 1er avril 1925, le ministère de l'Agriculture et du Commerce fut divisé entre le ministère de l'Agriculture et des Forêts et le ministère du Commerce et de l'Industrie. Cette division fut le résultat de l'opposition de longue date au sein du ministère entre la partie "Commerce", qui cherchait à ouvrir le pays à l'étranger, et la partie protectionniste "Agriculture" qui cherchait à interdire les importations de produits alimentaires, en particulier de riz.
En 1934, le ministère du Commerce se départit de ses activités de sidérurgie, ce qui mena à la formation de la Nippon Steel Corporation. Après le déclenchement de la guerre sino-japonaise (1937-1945), le ministère du Commerce vit son rôle changer du développement du commerce à la mise en place de restrictions du commerce et à la gestion des programmes de rationnement. 
Cependant, durant la Seconde Guerre mondiale, le ministère des Munitions, le ministère des Transports et des Communications et la Commission d'urbanisme absorba beaucoup des fonctions du ministère du Commerce et les restes furent fusionnés avec le ministère de l'Agriculture et des Forêts pour recréer le ministère de l'Agriculture et du Commerce le 1er novembre 1943. Le ministère refondé fut également chargé de la distribution des rations alimentaires. 
Dans la période d'après-guerre, le ministère du Commerce fut brièvement reformé sous l'égide des forces d'occupation américaines, et fut assigné au contrôle de la production et de la distribution d'électricité. Le ministère du Commerce devint le Ministère de l'Économie, du Commerce et de l'Industrie le 25 mai 1949.

## Liste des ministres du Commerce et de l'Industrie
|    | Nom                | Gouvernement     | De                | À                 |
| -- | ------------------ | ---------------- | ----------------- | ----------------- |
| 1  | Takahashi Korekiyo | Katō             | 1er avril 1924    | 17 avril 1925     |
| 2  | Utarō Noda         | Katō             | 17 avril 1925     | 2 août 1925       |
| 3  | Naoharu Kataoka    | Katō Wakatsuki 1 | 2 août 1925       | 14 septembre 1926 |
| 4  | Ikunosuke Fujisawa | Wakatsuki 1      | 14 septembre 1926 | 20 avril 1927     |
| 5  | Tokugorō Nakahashi | Tanaka 1         | 20 avril 1927     | 3 juillet 1929    |
| 6  | Magoichi Tawara    | Hamaguchi        | 3 juillet 1929    | 14 avril 1931     |
| 7  | Yukio Sakurauchi   | Wakatsuki 2      | 14 avril 1931     | 13 décembre 1931  |
| 8  | Yonezo Maeda       | Inukai           | 13 décembre 1931  | 26 mai 1932       |
| 9  | Kumakichi Nakajima | Saitō            | 26 mai 1932       | 9 février 1933    |
| 10 | Matsumoto Jōji     | Saitō            | 9 février 1933    | 8 juillet 1934    |
| 11 | Chuji Machida      | Okada            | 8 juillet 1934    | 9 mars 1936       |
| 12 | Takukichi Kawasaki | Hirota           | 9 mars 1936       | 27 mars 1936      |
| 13 | Gōtarō Ogawa       | Hirota           | 27 mars 1936      | 2 février 1937    |
| 14 | Takuo Godō         | Hayashi          | 2 février 1937    | 4 juin 1937       |
| 15 | Shinji Yoshino     | Konoe 1          | 4 juin 1937       | 26 mai 1938       |
| 16 | Ikeda Shigeaki     | Konoe 1          | 26 mai 1938       | 5 janvier 1939    |
| 17 | Yoshiaki Hatta     | Hiranuma         | 5 janvier 1939    | 30 août 1939      |
| 18 | Takuo Godō         | Abe              | 30 août 1939      | 16 octobre 1939   |
| 19 | Takuo Godō         | Abe              | 16 octobre 1939   | 16 janvier 1940   |
| 20 | Ginjirō Fujiwara   | Yonai            | 22 janvier 1940   | 5 juillet 1940    |
| 21 | Kobayashi Ichizō   | Konoe 2          | 22 juillet 1940   | 4 avril 1941      |
| 22 | Toyoda Teijirō     | Konoe 2          | 4 avril 1941      | 18 juillet 1941   |
| 23 | Seizō Sakonji      | Konoe 3          | 18 juillet 1941   | 18 octobre 1941   |
| 24 | Nobusuke Kishi     | Tōjō             | 18 octobre 1941   | 8 octobre 1943    |
| 25 | Hideki Tōjō        | Tōjō             | 8 octobre 1943    | 1er novembre 1943 |
|    |                    |                  |                   |                   |
| 26 | Nakajima Chikuhei  | Higashikuni      | 26 août 1945      | 9 octobre 1945    |
| 27 | Ogasawara Sankurō  | Shidehara        | 9 octobre 1945    | 2 mai 1946        |
| 28 | Hoshijima Jirō     | Yoshida 1        | 2 mai 1946        | 31 janvier 1947   |
| 29 | Ishii Mitsujirō    | Yoshida 1        | 31 janvier 1947   | 26 mai 1947       |
| 30 | Mizutani Chōsaburō | Katayama         | 26 mai 1947       | 10 mars 1948      |
| 31 | Mizutani Chōsaburō | Ashida           | 10 mars 1948      | 15 octobre 1948   |
| 32 | Oya Sanzō          | Yoshida 2        | 15 octobre 1948   | 16 février 1949   |
| 32 | Inagaki Heitarō    | Yoshida 2        | 16 février 1949   | 25 mai 1949       |